# Copa espanyola d'hoquei sobre patins femenina 2022
La Copa de la Reina Iberdrola 2022 fou la dissetena edició de la Copa espanyola d'hoquei sobre patins. Se celebra des del 5 fins al 8 de maig de 2022 al Pavelló Onze de Setembre de Lleida i fou organitzada per la Federació Espanyola de Patinatge. L'edició s'organitzà conjuntament amb la Copa del Rei. Hi participaren els primers vuit equips classificats de la primera volta de l'OK Lliga, essent caps de sèrie els quatre primers. El torneig fou retransmès per Esport3, Lleida TV, Teledeporte/RTVE Play (semifinals i finals) i la plataforma en línia OK Liga TV.
Es proclamà campió el Martinelia CP Manlleu, que guanyà la seva tercera Copa de la Reina, segona consecutiva. La jugadora vigatana, Anna Casarramona, fou escollida MVP de la final.

## Clubs participants
- Cerdanyoa Club d'Hoquei Feníe Energia
- Igualada Femení Grup Guzmán
- Deportivo Liceo
- Martinelia Club Patí Manlleu
- Generali Hoquei Club Palau de Plegamans
- Telecable Hockey Club
- Club Patí Vila-sana
- Club Patí Voltregà Stern Motor

## Competició

### Quadre de competició
|  | Quarts de final       | Quarts de final       |                     |       | Semifinals | Semifinals |  |  | Final | Final |
|  |                       |                       |                     |       |            |            |  |  |       |       |
|  | 5 de maig 11:00 CET   |                       |                     |       |            |            |  |  |       |       |
|  |                       |                       |                     |       |            |            |  |  |       |       |
|  | Generali HC Palau     | 4                     |                     |       |            |            |  |  |       |       |
|  | Generali HC Palau     | 4                     | 7 de maig 11:00 CET |       |            |            |  |  |       |       |
|  | Cerdanyola CH         | 2                     |                     |       |            |            |  |  |       |       |
|  | Cerdanyola CH         | 2                     | Generali HC Palau   | 5     |            |            |  |  |       |       |
|  | 5 de maig 21:00 CET   |                       | Generali HC Palau   | 5     |            |            |  |  |       |       |
|  |                       | Deportivo Liceo       | 0                   |       |            |            |  |  |       |       |
|  | CP Vila-sana          | Deportivo Liceo       | 0                   | 4 (1) |            |            |  |  |       |       |
|  | CP Vila-sana          |                       | 8 de maig 11:30 CET | 4 (1) |            |            |  |  |       |       |
|  | Deportivo Liceo       | 4 (2)                 |                     |       |            |            |  |  |       |       |
|  | Deportivo Liceo       | 4 (2)                 | Generali HC Palau   | 3 (1) |            |            |  |  |       |       |
|  | 6 de maig 11:00 CET   |                       | Generali HC Palau   | 3 (1) |            |            |  |  |       |       |
|  |                       | Martinelia CP Manlleu | 3 (3)               |       |            |            |  |  |       |       |
|  | Telecable HC          | Martinelia CP Manlleu | 3 (3)               | 3     |            |            |  |  |       |       |
|  | Telecable HC          | 7 de maig 13:15 CET   |                     | 3     |            |            |  |  |       |       |
|  | CP Voltregà           | 1                     |                     |       |            |            |  |  |       |       |
|  | CP Voltregà           | 1                     | Telecable HC        | 1     |            |            |  |  |       |       |
|  | 6 de maig 13:30 CET   |                       | Telecable HC        | 1     |            |            |  |  |       |       |
|  |                       | Martinelia CP Manlleu | 2                   |       |            |            |  |  |       |       |
|  | Martinelia CP Manlleu | Martinelia CP Manlleu | 2                   | 6     |            |            |  |  |       |       |
|  | Martinelia CP Manlleu |                       |                     | 6     |            |            |  |  |       |       |
|  | Igualada Femení HCP   | 2                     |                     |       |            |            |  |  |       |       |
|  | Igualada Femení HCP   | 2                     |                     |       |            |            |  |  |       |       |

### Quarts de final
| 5 de maig de 2022           | Generali HC Palau                               | 4-2     | Cerdanyola CH Feníe Energía  | Lleida                                                        |  |
| 11:00 CET Quarts de final 1 | Florenza 18' · Puigdueta 25' · Colomer 25', 36' | Informe | Figuerola 6' · Gutiérrez 24' | Pavelló Onze de Setembre Àrbitres: Tània Pardo i Albert Barba |  |

| 5 de maig de 2022                              | CP Vila-sana                                   | 4-4 (Total: 5-6) | Deportivo Liceo                          | Lleida                                                        |                                          |
| 21:00 CET Quarts de final 2                    | Agudo 2', 39', 39' · Felamini 58'              | Informe          | Sanjurjo 1', 32', 57' · Soto 16'         | Pavelló Onze de Setembre Àrbitres: Tània Pardo i Albert Barba |                                          |
|                                                |                                                | Tanda de penals  |                                          |                                                               |                                          |
| Agudo · Felamini · Porta · Fernández · Barcons | Agudo · Felamini · Porta · Fernández · Barcons | 1-2              | Sanjurjo · Martín · Soto · Gaete · Yáñez | Sanjurjo · Martín · Soto · Gaete · Yáñez                      | Sanjurjo · Martín · Soto · Gaete · Yáñez |

| 6 de maig de 2022           | Telecable HC                 | 3-1     | CP Voltregà | Lleida                                                         |  |
| 11:00 CET Quarts de final 3 | Roces 27', 42' · Piquero 32' | Informe | Bosch 50'   | Pavelló Onze de Setembre Àrbitres: Gemma Bravo i Juan Iglesias |  |

| 6 de maig de 2022           | Martinelia CP Manlleu                                     | 6-2     | Igualada Femení HCP | Lleida                                                         |  |
| 13:30 CET Quarts de final 4 | López 7', 10', 34' · Casarramona 23' · Castellví 40', 43' | Informe | Mas 7' · Miret 42'  | Pavelló Onze de Setembre Àrbitres: Raúl Burgos i Albert Barba. |  |

### Semifinals
El Generali HC Palau de Plegamans i el Martinelia CP Manlleu guanyaren les seves semifinals i es classificaren per a la final. El club vallesà vencé amb comoditat per 5 a 0 al Deportivo Liceo, amb tres gols de Laura Puigdueta; mentre que el club osonenc guanyà per 2 a 1 al Telecable HC, amb gols de Nara López i Maria Díez.
| 7 de maig de 2022     | Generali HC Palau                                       | 5-0     | Deportivo Liceo | Lleida                                                        |  |
| 11:00 CET Semifinal 1 | Puigdueta 7', 50', 50' · Fontdeglòria 9' · Florenza 49' | Informe |                 | Pavelló Onze de Setembre Àrbitres: Raúl Burgos i Gemma Bravo. |  |

| 7 de maig de 2022     | Telecable HC | 1-2     | Martinelia CP Manlleu | Lleida                                                         |  |
| 13:15 CET Semifinal 2 | Roces 12'    | Informe | López 6' · Díez 38'   | Pavelló Onze de Setembre Àrbitres: Gemma Bravo i Juan Iglesias |  |

## Final
El Generali HC Palau de Plegamans i el Martinelia CP Manlleu disputaren la final de la Copa de la Reina 2022, reeditant la final de la temporada anterior. El club manlleuenc guanyà la seva tercera copa, la segona consecutiva, derrotant al club vallesà a la tanda de penals. La jugadora del Martinelia CP Manlleu, Anna Casarramona, fou designada MVP de la final.

Els dos equips acabaren empatats a 2 al final del temps reglamentari, amb gols de Laura Puigdueta i Carla Fontdeglòria, per part vallesana, i Maria Diez i Nara López, per part osonenca. A la pròrroga, Carla Fondeglòria anotà el 3 a 2 amb un tir exterior i empatà Nara López a dos minuts del final. A la tanda de penals, s'imposà el club osonenc per 3 a 1, destacant l'actuació de la portera vendrellenca Anna Ferrer.
| Generali HC Palau                              | 3‐3 (pr.) | Martinelia CP Manlleu                          |
| ---------------------------------------------- | --------- | ---------------------------------------------- |
| Puigdueta 5' · Fontdeglòria 45', 53'           | Informe   | Díez 7' · López 25', 57'                       |
| Tanda de penals                                |           |                                                |
| Blackman · Puigdueta · Fontdeglòria · Florenza | 1-3       | Castellví · Casarramona · Bulló · López · Díez |

| Generali HC Palau de Plegamans | Martinelia CP Manlleu |

| #          | Pos. | Nom                |  |
| ---------- | ---- | ------------------ |  |
| 88         | POR  | Laura Vicente      |  |
| 2          |      | Berta Busquets     |  |
| 3          |      | Laura Puigdueta    |  |
| 6          |      | Aina Florenza      |  |
| 7          |      | Carla Fontdeglòria |  |
| 8          |      | Gisela Vicente     |  |
| 13         |      | Aimee Blackman     |  |
| 17         |      | Mariona Colomer    |  |
| 43         |      | Laia Juan          |  |
| 20         | POR  | Anna Salvat        |  |
| Entrenador |      |                    |  |
| Ivan Sanz  |      |                    |  |

| Campió de la Copa de la Reina 2022 |
| ---------------------------------- |
| Martinelia CP Manlleu Tercer títol |
| MVP                                |
| Anna Casarramona                   |

| #           | Pos. | Nom              |  |
| ----------- | ---- | ---------------- |  |
| 1           | POR  | Anna Ferrer      |  |
| 3           |      | Joana Comas      |  |
| 4           |      | Nara López       |  |
| 5           |      | Anna Casarramona |  |
| 7           |      | Ona Castellví    |  |
| 9           |      | Elisabet Gurri   |  |
| 25          |      | Anna Bulló       |  |
| 49          |      | Maria Anglada    |  |
| 77          |      | Maria Díez       |  |
| 97          | POR  | Abril Alonso     |  |
| Entrenador  |      |                  |  |
| Jordi Boada |      |                  |  |

## Estadístiques
| Nota. Jugadores amb dos o més gols |

| Classificació final | Classificació final         | Classificació final | Classificació final | Classificació final | Classificació final | Classificació final | Classificació final |
| Pos.                | Club                        | PJ                  | PG                  | PP                  | GF                  | GC                  | DF                  |
| ------------------- | --------------------------- | ------------------- | ------------------- | ------------------- | ------------------- | ------------------- | ------------------- |
| 1                   | Martinelia CP Manlleu       | 3                   | 3                   | 0                   | 11                  | 6                   | +5                  |
| 2                   | Generali HC Palau           | 3                   | 2                   | 1                   | 12                  | 5                   | +7                  |
| 3                   | Telecable HC                | 2                   | 1                   | 1                   | 4                   | 3                   | +1                  |
| 4                   | Deportivo Liceo             | 2                   | 1                   | 1                   | 4                   | 4                   | 0                   |
| 5                   | CP Vila-sana                | 1                   | 0                   | 1                   | 4                   | 4                   | 0                   |
| 6                   | Cerdanyola CH Feníe Energia | 1                   | 0                   | 1                   | 2                   | 4                   | -2                  |
| 7                   | CP Voltregà Stern Motor     | 1                   | 0                   | 1                   | 1                   | 3                   | -2                  |
| 8                   | Igualada Femení Grup Guzmán | 1                   | 0                   | 1                   | 2                   | 6                   | -4                  |

| Màxima golejadora | Màxima golejadora  | Màxima golejadora | Màxima golejadora | Màxima golejadora | Màxima golejadora | Màxima golejadora | Màxima golejadora |
| #                 | Nom                | G                 | PJ                | GPP               | Asst.             | Pen               | FD                |
| ----------------- | ------------------ | ----------------- | ----------------- | ----------------- | ----------------- | ----------------- | ----------------- |
| 1                 | Nara López         | 6                 | 3                 | 2,00              | 0                 | 0                 | 0/1               |
| 2                 | Laura Puigdueta    | 5                 | 3                 | 1,67              | 0                 | 0                 | 0                 |
| 3                 | Carla Fontdeglòria | 3                 | 3                 | 1,00              | 1                 | 1/1               | 0                 |
| 4                 | María Sanjurjo     | 3                 | 2                 | 1,50              | 0                 | 0                 | 0                 |
| 5                 | Aina Florenza      | 3                 | 3                 | 1,00              | 0                 | 0                 | 0/1               |
| 6                 | Luciana Agudo      | 3                 | 1                 | 3,00              | 0                 | 0                 | 0                 |
| 7                 | Sara Roces         | 3                 | 2                 | 1,50              | 0                 | 0                 | 0                 |
| 8                 | Maria Díez         | 2                 | 3                 | 0,67              | 0                 | 0                 | 0/1               |
| 9                 | Ona Castellví      | 2                 | 3                 | 0,67              | 2                 | 0/1               | 0                 |